# Episodi di Simon & Simon (quarta stagione)
La quarta stagione della serie televisiva Simon & Simon è stata trasmessa in prima visione negli Stati Uniti d'America da CBS tra il 1984 e il 1985.
In Italia è stata trasmessa in prima visione da Italia 1.
| nº | Titolo originale                     | Titolo italiano | Prima TV USA      | Prima TV Italia |
| -- | ------------------------------------ | --------------- | ----------------- | --------------- |
| 1  | C'est Simon (1)                      |                 | 27 settembre 1984 |                 |
| 2  | C'est Simon (2)                      |                 | 27 settembre 1984 |                 |
| 3  | A Little Wine with Murder            |                 | 4 ottobre 1984    |                 |
| 4  | The Dark Side of the Street          |                 | 18 ottobre 1984   |                 |
| 5  | Manna from Heaven                    |                 | 25 ottobre 1984   |                 |
| 6  | What Goes Around Comes Around        |                 | 1º novembre 1984  |                 |
| 7  | Who Killed the Sixties?              |                 | 8 novembre 1984   |                 |
| 8  | Break a Leg, Darling                 |                 | 15 novembre 1984  |                 |
| 9  | Almost Completely Out of Circulation |                 | 22 novembre 1984  |                 |
| 10 | Our Fair City                        |                 | 29 novembre 1984  |                 |
| 11 | Deep Cover                           |                 | 6 dicembre 1984   |                 |
| 12 | Revolution #9 1/2                    |                 | 13 dicembre 1984  |                 |
| 13 | Yes, Virginia, There Is a Liberace   |                 | 20 dicembre 1984  |                 |
| 14 | Almost Foolproof                     |                 | 3 gennaio 1985    |                 |
| 15 | Enter the Jaguar                     |                 | 17 gennaio 1985   |                 |
| 16 | Simon Without Simon (1)              |                 | 24 gennaio 1985   |                 |
| 17 | Simon Without Simon (2)              |                 | 31 gennaio 1985   |                 |
| 18 | Slither                              |                 | 7 febbraio 1985   |                 |
| 19 | The Mickey Mouse Mob                 |                 | 14 febbraio 1985  |                 |
| 20 | Mummy Talks                          |                 | 21 febbraio 1985  |                 |
| 21 | Marlowe, Come Home                   |                 | 28 febbraio 1985  |                 |
| 22 | Out-of-Town Brown                    |                 | 28 marzo 1985     |                 |